# Condat-sur-Vienne
Condat-sur-Vienne ist eine französische Gemeinde mit 5.208 Einwohnern (Stand: 1. Januar 2022) im Département Haute-Vienne in der Region Nouvelle-Aquitaine. Sie gehört zum Arrondissement Limoges und zum Kanton Condat-sur-Vienne. Die Einwohner werden Condatois und Condatoises genannt.

## Geographie
Die Gemeinde Condat-sur-Vienne ist ein südlicher Vorort der Großstadt Limoges. Sie wird im Nordwesten vom Fluss Vienne begrenzt. Hier mündet an der Grenze zu Limoges das Flüsschen Valoine. Im Südwesten verläuft die Briance, die in der westlichsten Ecke in die Vienne mündet. Umgeben wird Condat-sur-Vienne von den Nachbargemeinden Isle im Westen und Norden, Limoges im Nordosten, Solignac im Südosten, Jourgnac im Süden sowie Bosmie-l’Aiguille im Südwesten.

## Bevölkerungsentwicklung
| Jahr                       | 1962 | 1968 | 1975 | 1982 | 1990 | 1999 | 2006 | 2011 | 2020 |
| Einwohner                  | 1198 | 1458 | 2108 | 3509 | 4090 | 4249 | 4544 | 4747 | 5117 |
| Quellen: Cassini und INSEE |      |      |      |      |      |      |      |      |      |

## Sport

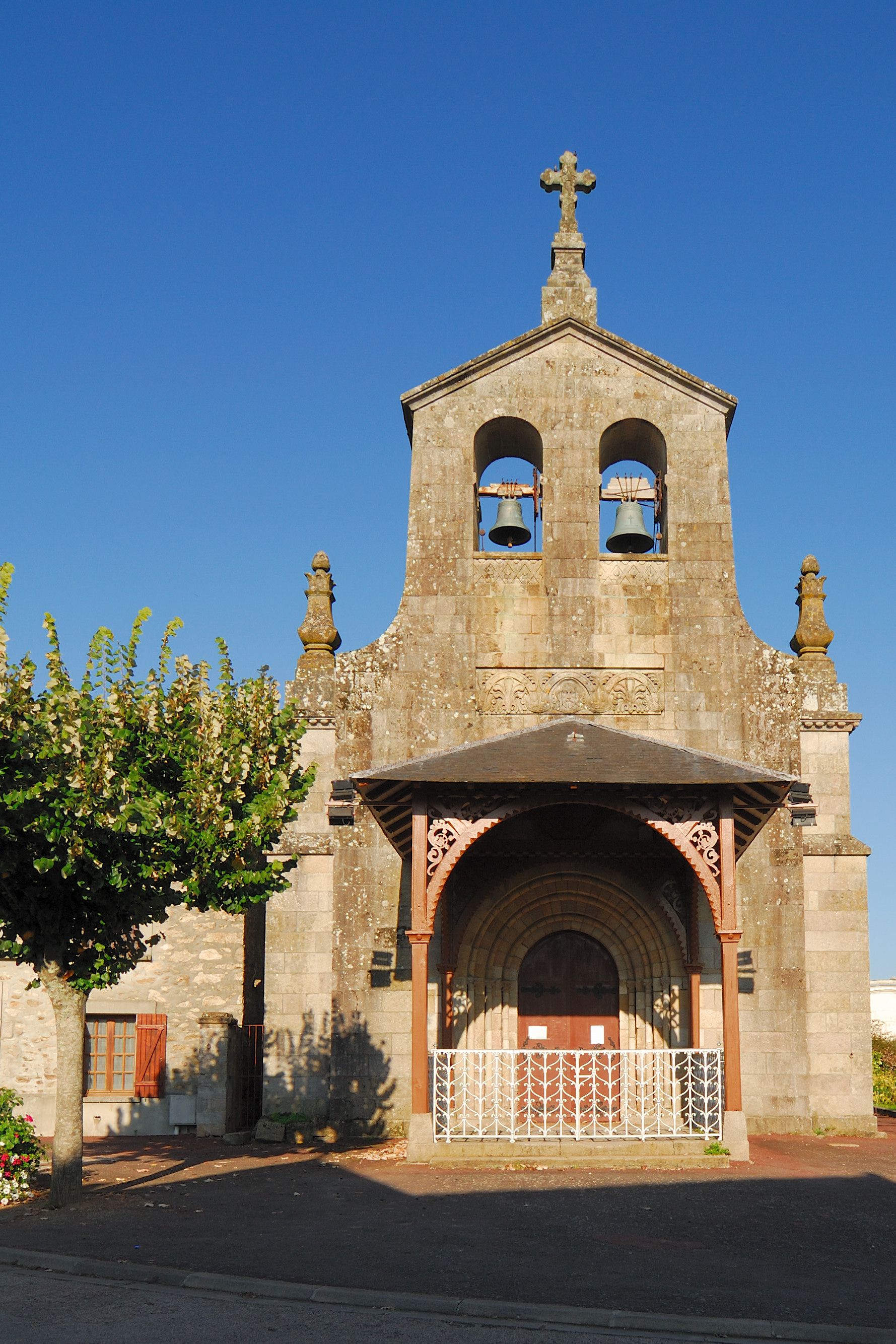
Kirche Saint-Martin

Im Jahr 2023 führte die Tour de France auf der 8. Etappe durch Condat-sur-Vienne. Auf der D11 (Route de Nexon) wurde Nahe Le Peyroux mit der Côte de Condat-sur-Vienne (289 m) eine Bergwertung der 4. Kategorie abgenommen. Diese sicherte sich der Franzose Anthony Turgis.

## Sehenswürdigkeiten
- Die Pfarrkirche Saint-Martin, errichtet 1876, ersetzte eine alte Kirche, deren Zustand für eine Reparatur zu schlecht war. Sie birgt zahlreiche Ausstattungsgegenstände, die in der Base Palissy gelistet sind, darunter zwei Statuen, die als Monument historique der beweglichen Objekte eingeschrieben sind.
- Schloss Condat
- Bogenbrücke von Condat, 1832 errichtet

## Gemeindepartnerschaften
Mit folgenden Gemeinden bestehen Partnerschaften:
- Cilavegna, Provinz Pavia (Lombardei), Italien
- Forstfeld, Département Bas-Rhin (Elsass), Frankreich, seit 1973